# 92 км
 92 км  — населённый пункт (тип: железнодорожный разъезд) в Омутнинском районе Кировской области. Входит в Вятское сельское поселение.

## География
Находится на правобережье Вятки у железнодорожной линии Яр-Верхнекамская на расстоянии примерно 27 километров по прямой на север от районного центра города Омутнинск.

## История
Разъезд был основан при строительстве в 1930-х годах железной дороги Яр-Фосфоритная (в постоянную эксплуатацию железная дорога была принята в 1940 году). В 1939 году — барак жд 92 км, к 1 января 950-го Барак 92 километр, который входил в	Омутнинский район,	Волосковский сельсовет.
Административно-территориальное деление Кировской области на 1 июня 1978 г. показало ж. д. разъезд	92 км Белозерского сельсовета	Омутнинского района. К 2010 году входил в Белозерское сельское поселение Омутнинского муниципального района
.
В «Энциклопедии Омутнинского района» (Журавлёва И. В., Киреев В. Н. — Омутнинск: Автономное учреждение "Редакция газеты «Наша жизнь», 2010 г. 272 стр.) приводится данные, что 92 км
является остановочной платформой

## Население
| 2010 |
| ---- |
| 5    |

Историческая численность населения: в 1950 году учтено 14 дворов и 61 житель, в 1989 8 человек.

## Инфраструктура
Путевое хозяйство. Действует остановочный пункт 92 километр.

## Транспорт
Автомобильный и железнодорожный транспорт. В пешей доступности автодорога 33Н-050 Омутнинск — Песковка — Кирс.